# کارن پوتزر
کارن پوتزر (انگلیسی: Karen Putzer؛ زادهٔ ۲۹ سپتامبر ۱۹۷۸)  از برندگان مدال‌های بازی‌های المپیک زمستانی و اسکی‌باز آلپاین اهل ایتالیا است.